# Ботсвана на Олимпийских играх
Ботсвана принимала участие в 11 летних Олимпийских играх. Дебютировав на Играх в Москве в 1980 году, страна впоследствии участвовала во всех летних Играх. Всего на них Ботсвану представляли 81 мужчина и 12 женщин, которые принимали участие в соревнованиях по боксу, дзюдо, лёгкой атлетике, парусному спорту, плаванию и тяжёлой атлетике. Самые большие делегации Ботсвана направила на Олимпиады 2004 и 2008 годов (по 11 человек). Национальный олимпийский комитет Ботсваны был создан в 1978 году, признан МОК в 1980 году.
В зимних Олимпийских играх спортсмены Ботсваны участия не принимали. 
Первую олимпийскую награду (серебро) для Ботсваны завоевал Найджел Амос, занявший второе место в беге на 800 м на летних Олимпийских играх 2012 года в Лондоне. Первое золото Ботсване принёс Летсиле Тебого, победивший в беге на 200 метров на Олимпийских играх в Париже.

## Таблица медалей

### Летние Олимпийские игры
| Игры                | Спортсменов | Золото | Серебро | Бронза | Всего | Место |
| ------------------- | ----------- | ------ | ------- | ------ | ----- | ----- |
| 1980 Москва         | 7           | 0      | 0       | 0      | 0     | –     |
| 1984 Лос-Анджелес   | 7           | 0      | 0       | 0      | 0     | –     |
| 1988 Сеул           | 8           | 0      | 0       | 0      | 0     | –     |
| 1992 Барселона      | 6           | 0      | 0       | 0      | 0     | —     |
| 1996 Атланта        | 7           | 0      | 0       | 0      | 0     | —     |
| 2000 Сидней         | 7           | 0      | 0       | 0      | 0     | —     |
| 2004 Афины          | 11          | 0      | 0       | 0      | 0     | —     |
| 2008 Пекин          | 11          | 0      | 0       | 0      | 0     | —     |
| 2012 Лондон         | 4           | 0      | 1       | 0      | 1     | 70    |
| 2016 Рио-де-Жанейро | 12          | 0      | 0       | 0      | 0     | —     |
| 2020 Токио          | 13          | 0      | 0       | 1      | 1     | 86    |
| 2024 Париж          | 11          | 1      | 1       | 0      | 2     | 55    |
| Итого               | Итого       | 1      | 2       | 1      | 4     |       |

### Медалисты
| Медаль  | Спортсмен                                                        | Игры        | Вид спорта      | Дисциплина                     |
| ------- | ---------------------------------------------------------------- | ----------- | --------------- | ------------------------------ |
| Серебро | Найджел Амос                                                     | 2012 Лондон | Лёгкая атлетика | мужчины, 800 м                 |
| Бронза  | Айзек Маквала Баяпо Ндори Зибане Нгози Баболоки Тебе Баяпо Ндори | 2020 Токио  | Лёгкая атлетика | мужчины, эстафета 4×400 метров |
| Золото  | Летсиле Тебого                                                   | 2024 Париж  | Лёгкая атлетика | мужчины, 200 м                 |
| Серебро | Баяпо Ндори Бусанг Кебинатшипи Энтони Песела Летсиле Тебого      | 2024 Париж  | Лёгкая атлетика | мужчины, эстафета 4×400 метров |

## См.также
- Список знаменосцев Ботсваны на Олимпийских играх
- Ботсвана на Паралимпийских играх
- Ботсвана на Универсиадах
- Ботсвана на юношеских Олимпийских играх
- Ботсвана на Играх Содружества